# Ш-3 (1933)
Ш-3 — проект (первый с таким обозначением) семиместной летающей лодки-амфибии конструкции В. Б. Шаврова, разрабатывался в 1933 году.

## История проекта
Начавшаяся в 1932 году эксплуатация амфибии Ш-2 имела положительный опыт. Самолёт оказался востребованным как на пассажирских линиях, так и в полярной авиации. 20 февраля 1933 года Вадимом Шавровым был утверждён проект получивший наименование Ш-3. Предполагалось используя решения отработанные на предыдущей конструкции создать машину большей размерности и грузоподъёмности доведя общее количество мест до семи. Однако заказчика для дальнейшего развития проекта найти не удалось. В дальнейшем Шавровым была разработана летающая лодка Ш-7 имевшая схожую размерность (первый полёт 16 июня 1940 года).

## Конструкция
Согласно проекту Ш-3 представлял собой цельнодеревянный полутораплан летающую лодку с просторной пассажирской кабиной с большой площадью остекления. Силовые узлы конструкции были металлическими. Обшивка крыла и хвостового оперения полотняная. Шасси трёхопорное с хвостовым колесом, основные стойки шасси убирались в специальные отсеки в бортах лодки. Двигатель М-22 мощностью 480 л. с., располагался на стойках в передней кромке крыла выше кабины пилотов.

### Технические характеристики
- Экипаж: 2 + 5 пассажиров
- Длина: 15,00 м
- Размах крыла: 20,00 м
- Высота:
- Площадь крыла: 52,0 + 5,7 м²
- Коэффициент удлинения крыла:
- Профиль крыла:
- Масса пустого: 2 000 кг
- Масса снаряжённого: кг
- Нормальная взлётная масса: кг
- Максимальная взлётная масса: 3 100 кг
- Масса полезной нагрузки: кг
- Масса топлива и масла: кг
- Двигатели: 1× М-22
- Мощность: 1× 480 л. с.[1]

### Лётные характеристики
- Максимальная скорость: 220 км/ч
  - у земли:
  - на высоте:
- Крейсерская скорость:
- Посадочная скорость:
- Практическая дальность:
- Практический потолок: 6 000 м
- Скороподъёмность: м/с
- Нагрузка на крыло: 54,0 кг/м²
- Тяговооружённость: Вт/кг
- Максимальная эксплуатационная перегрузка: g[1]